# Horace Vere

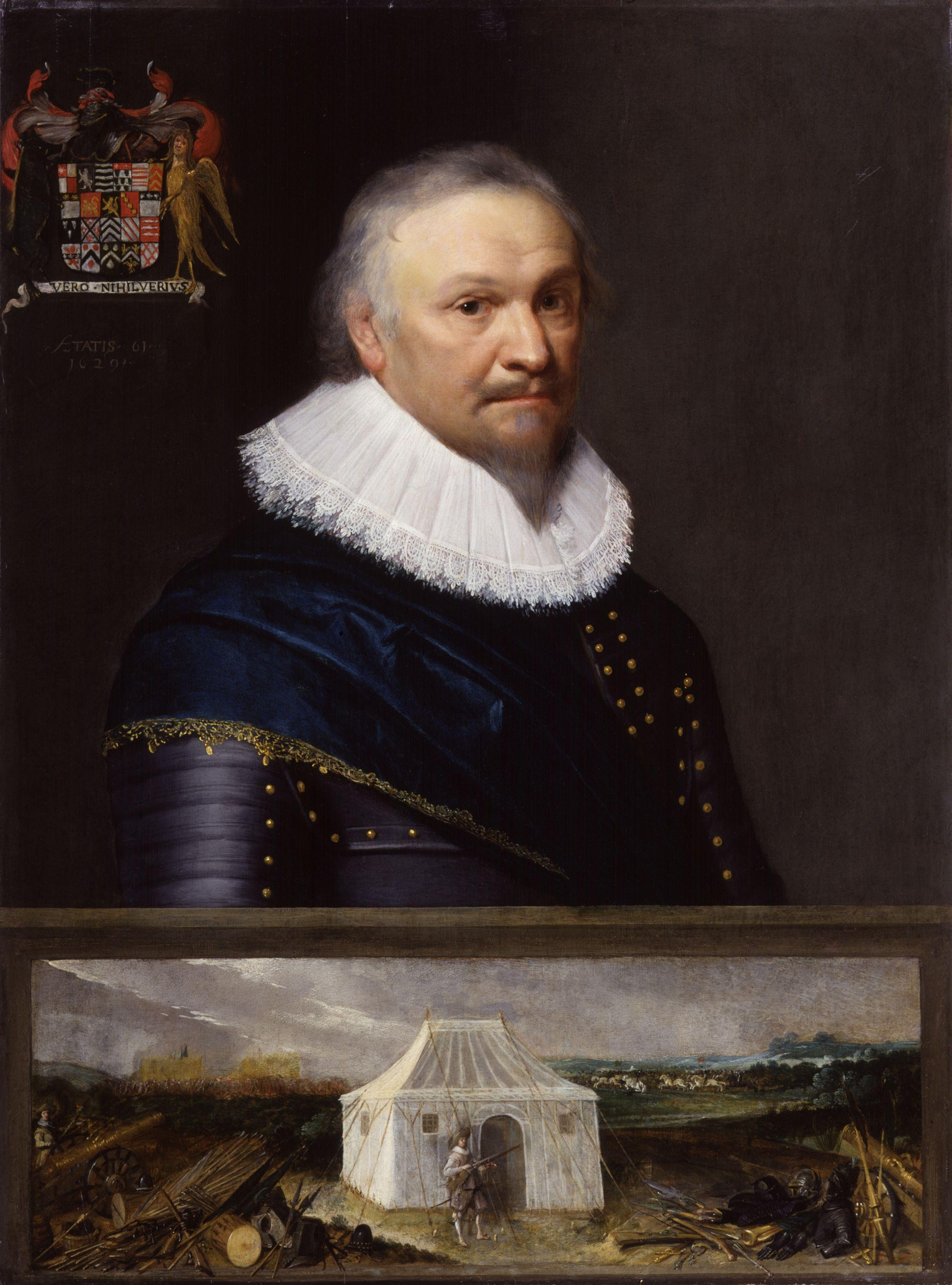
Horace Vere

Horace Vere, primer barón Vere de Tilbury (1565 - Whitehall, 2 de mayo de 1635), knight, lord-general, fue un militar Inglés, hijo de Geoffrey Vere de Crepping Hall, Essex, y hermano de Francis Vere.
Fue gobernador de Utrecht en 1618, y en 1620 comandante de la expedición inglesa al Palatinado, siendo derrotado por las tropas españolas en el Sitio de Frankenthal. Vere, que en 1624 fue elevado a barón Vere de Tilbury, luchó más adelante en el servicio neerlandés en 1624-1625 en el sitio de Breda, en 1629 en el asedio de Bolduque y en 1632 en el sitio de Maastricht. Al fallecer sin herederos, sus títulos expiraron. 